# Ý Tĩnh Đại Quý phi
Ý Tĩnh Đại Quý phi (chữ Hán: 懿靖大貴妃; ? - 1674), Bát Nhĩ Tể Cát Đặc thị, thông gọi Nang Nang (囊囊), có thuyết tên thật là Đức Lặc Cách Đức Lặc (德勒格德勒), lại có thuyết tên Na Mộc Chung (娜木鍾).
Bà được biết đến là một Phúc tấn của Lâm Đan Hãn, sau trở thành phi tần của Thanh Thái Tông Hoàng Thái Cực.

## Tiểu sử
Đại Quý phi không rõ năm sinh, là con gái của Quận vương Đa Nhĩ Tế (多爾濟) của bộ A Bá Cai (阿霸垓部) - một bộ tộc là hậu duệ của Biệt Lý Cổ Đài (別里古台), em trai của Thành Cát Tư Hãn. Bà có một người chị là A Hải (阿海), thê tử của Thạc Lũy (硕垒) - Xa Thần hãn của bộ tộc Khách Nhĩ Khách. Khi trưởng thành, Bát Nhĩ Tể Cát Đặc thị được gả làm Đại Phúc tấn của Lâm Đan hãn, được cho thống lĩnh 1 trong các Oát Nhĩ Đóa của Lâm Đan hãn, đương thời xưng gọi [Nang Nang Phúc tấn; 囊囊福晉].
Năm Thiên Thông thứ 8 (1634), Lâm Đan Hãn qua đời. Cùng năm đó, Nang Nang Phúc tấn hạ sinh A Bố Nại (阿布奈) - con trai của Lâm Đan Hãn. Con trai của Lâm Đan và Tô Thái Thái hậu (蘇泰太后) là Ngạch Triết kế vị làm Đại hãn, còn Nang Nang Phúc tấn từ đó được gọi là [Nang Nang Thái hậu; 囊囊太后].
Năm Thiên Thông thứ 9 (1635), ngày 20 tháng 7 (âm lịch), Quách Lặc Đồ Sắc Thần (郭勒圖色臣), cùng với vạn họ A Hột (阿纥) của Nang Nang Thái hậu thống quản đã cùng với Đại tể tang Tác Nặc Mộc đài cát (索诺木台吉) dẫn 1.500 hộ, tổng cộng hơn 5.000 người đã xin quy phục Hậu Kim. Có thể thấy, yêu cầu này mang lại lợi ích chính trị rất lớn cho Hậu Kim, Hoàng Thái Cực dụ Đại Bối lặc Đại Thiện rằng:"Phúc tấn lấy Sát Cáp Nhĩ hãn, có danh xưng Đại Phúc tấn. Rất xứng để dạm hỏi". Dù vậy, Đại Thiện chối từ, ý muốn cưới Tô Thái Thái hậu, nhưng Hoàng Thái Cực lấy lý do sẽ ban Tô Thái Thái hậu cho Tế Nhĩ Cáp Lãng mà từ chối yêu cầu này của Đại Thiện. Hoàng Thái Cực mấy lần dụ Đại Thiện nên cân nhắc cưới Nang Nang Thái hậu, nhưng Đại Thiện vẫn không đồng ý.
Sau cùng, A Ba Thái (阿巴泰) cùng đông đảo quan thần kiến nghị Hoàng Thái Cực nên nạp Nang Nang Thái hậu. Hoàng Thái Cực tỏ vẻ, vì trước đã cưới Đậu Thổ Môn Phúc tấn của Lâm Đan Hãn, nay lại cưới Nang Nang Thái hậu thì không hợp lễ, mấy lần từ chối. Qua hơn ấy tháng, chư Vương, Bối lặc cùng quan thần dâng sớ khẩn cầu Hoàng Thái Cực cưới Nang Nang Thái hậu vào cung, đến đây ông mới đồng ý. Nang Nang Thái hậu do đó trở thành một trong các Phúc tấn của ông.
Năm Thiên Thông thứ 10 (1636), Phúc tấn Bát Nhĩ Tể Cát Đặc thị hạ sinh con gái thứ 11 của Hoàng Thái Cực, tức Cố Luân Đoan Thuận Trưởng công chúa. Cũng trong năm đó, Hoàng Thái Cực đăng cơ Hoàng đế, lập ra Đại Thanh. Hoàng Thái Cực sách lập Triết Triết làm Trung cung Quốc quân Phúc tấn, vị hiệu Hoàng hậu. Còn Bát Nhĩ Tể Cát Đặc thị trở thành Quý phi, cư Lân Chỉ cung, do đó xưng gọi [Tây cung Lân Chỉ cung Đại Phúc tấn Quý phi; 西宮麟趾宮大福晉貴妃] hay [Lân Chỉ cung Quý phi]. Khi ấy, địa vị của bà dưới Hoàng hậu và sủng phi của Hoàng Thái Cực là Hải Lan Châu. Bên dưới bà, có Diễn Khánh cung Thục phi (tức Đậu Thổ Môn Phúc tấn) cùng Vĩnh Phúc cung Trang phi (tức Hiếu Trang Văn Hoàng hậu).
Năm Sùng Đức thứ 6 (1641), ngày 20 tháng 12 (tức ngày 20 tháng 1 năm 1642), Quý phi Bát Nhĩ Tể Cát Đặc thị hạ sinh con trai thứ 11, cũng là con trai út của Hoàng Thái Cực - Bác Mục Bác Quả Nhĩ.

## Tôn vị Đại Quý phi
Năm Thuận Trị thứ 9 (1652), tháng 10, Thuận Trị Đế quyết định dâng tôn huy hiệu cho hai vị Quý phi và Thục phi của Tiên Đế. Vậy là, Quý phi Bát Nhĩ Tể Cát Đặc thị được dâng tôn hiệu [Ý Tĩnh Đại Quý phi; 懿靖大貴妃].
Sách văn viết:
| “                             | 贊坤針而敷教懋德惟勤。景徽範以致隆令名有淑。式循彝憲。啟舉上儀。皇考大貴妃、賦性柔嘉。秉躬淑善。慎威儀而有節、先皇資翼佐之賢。修蘋藻而克偕后宮著肅雍之譽。體既符於巽順、位宜躋於崇高。匪晉嘉稱、曷揚媺行。謹以金冊、尊為皇考懿靖大貴妃、昌齡彌茂、宣內則之夙嫻戩谷方來、睹履祥之葉吉。謹言 . Tán khôn châm nhi phu giáo mậu đức duy cần. Cảnh huy phạm dĩ trí long lệnh danh hữu thục. Thức tuần di hiến. Khải cử thượng nghi. Hoàng khảo Đại Quý phi, phú tính nhu gia. Bỉnh cung thục thiện. Thận uy nghi nhi hữu tiết, tiên hoàng tư dực tá chi hiền. Tu bình tảo nhi khắc giai hậu cung trứ túc ung chi dự. Thể kí phù vu tốn thuận, vị nghi tễ vu sùng cao. Phỉ tấn gia xưng, hạt dương 媺 hành. Cẩn dĩ kim sách, tôn vi Hoàng khảo Ý Tĩnh Đại Quý phi. Xương linh di mậu, tuyên nội tắc chi túc nhàn tiễn cốc phương lai, đổ lí tường chi diệp cát. Cẩn ngôn. | ” |
| — Sách văn Ý Tĩnh Đại Quý phi | |   |

Năm Khang Hi thứ 2 (1663), Ý Tĩnh Đại Quý phi cùng Khang Huệ Thục phi ở tại hai bên điện phía Bắc của Từ Ninh cung. Còn các thị Thứ phi khác của Hoàng Thái Cực cùng Hiếu Trang Thái hoàng thái hậu ở tại bên trong sân viện của Từ Ninh cung. Căn cứ Khang Hi Khởi cư chú (康熙起居注) ghi lại các hoạt động của Khang Hi Đế, đương thời khi đến thăm nhóm gỏa phụ tại Từ Ninh cung, Hoàng đế đều sẽ đến trước chỗ của Ý Tĩnh Đại Quý phi mà ["Tỉnh thị"; 省視], tức coi thăm; sau đó mới đến trước Thái hoàng thái hậu, Hoàng thái hậu hành lễ ["Thỉnh an"; 請安].
Năm Khang Hi thứ 13 (1674), Ý Tĩnh Đại Quý phi qua đời. Không rõ bao nhiêu tuổi. An táng tại Phi viên tẩm trong Chiêu lăng.

## Hậu duệ
1. Cố Luân Đoan Thuận Trưởng Công chúa [固倫端順長公主; 1636 - 1650], con gái thứ 11 của Hoàng Thái Cực. Hạ giá Nhất đẳng Tinh kỳ ha phiên Cát Nhĩ Mã Tác Nặc Mộc (噶尔玛索诺木) của bộ tộc A Bá Cai, đặc ban [Cố Luân công chúa].
2. Bác Mục Bác Quả Nhĩ [博穆博果爾; 20 tháng 1 năm 1642 - 22 tháng 8 năm 1656], con trai thứ 11 của Hoàng Thái Cực. Bị đồn là chồng trước của Đổng Ngạc phi. Năm Thuận Trị thứ 12 (1655), tấn [Tương Thân vương; 襄親王], sang năm thì qua đời. Thụy Tương Chiêu Thân vương (襄昭親王).